# Koropokkuru

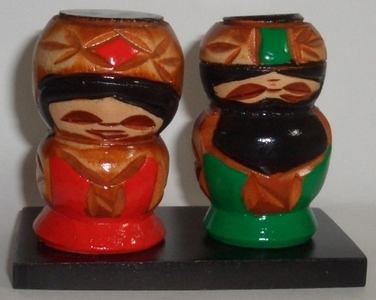
Poupée de Koropokkuru

Les Koropokkuru (japonais : コロポックル (koropokkuru), aïnou : コㇿポックㇽ (korpokkur), littéralement « hommes sous les feuilles de pétasite ») sont dans la mythologie aïnoue des nains habitant sous terre et dans les tiges des feuillages de tussilages ou de pétasites (en particulier dans l'un des plus grands de tous les pétasites du Japon). De la taille donc d'un pied d'enfant, ces « lutins » sont à proprement parler des kamuys (« esprits » en langue aïnoue) végétaux. Établis dans les forêts, ils apparaissent au voyageur perdu pour le guider sur sa route.
Contrairement à d'autres croyances, les légendes aïnoues ne considèrent pas que leurs esprits leur parlent, au sens s'exprimer avec des mots articulés. Mais les sons et les attitudes doivent être interprétés pour comprendre la signification du message envoyé par les kamuys.

## Réutilisation dans la culture contemporaine

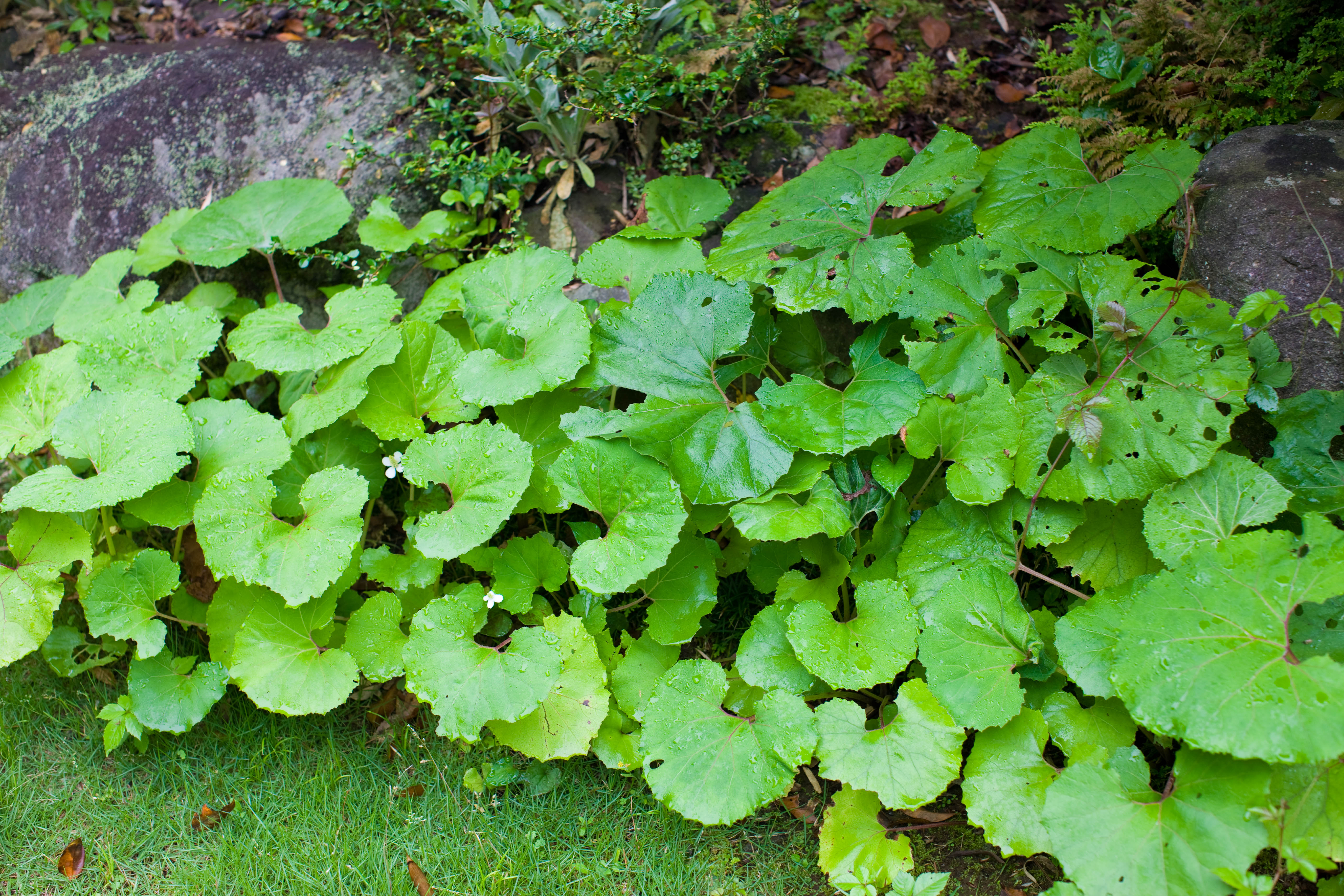
Pétasites du Japon

- Dans le jeu vidéo Ōkami, on rencontre un peuple miniature végétal vivant dans la forêt, très largement inspiré des Koropokkuru, dans la région de Kamui (lien avec Kamuy), près du village du peuple Oina (lien avec le peuple Aïnou). On apprend vers la fin du jeu qu'Issun, le second personnage principal du jeu, est lui-même un Koropokkuru.
- Dans le jeu vidéo Zelda : The Minish Cap, les Minish semblent inspirés à la fois des Koropokkurus et des Borrowers de l'auteur anglaise Mary Norton.
  - Toujours dans la série de jeu The Legend of Zelda, notamment dans les opus The Legend of Zelda: The Wind Waker et The Legend of Zelda: Breath of the Wild on peut croiser les Korogu, des petits êtres sylvestres portant des masques faits de feuille, dont le nom est directement tiré des Koropokkuru.
- Dans le manga Shaman King, Horo horo a pour fantôme gardien Kororo, un Koropokkuru.
- Dans Donjons et Dragons, les Korobokuru sont l'équivalent des Nains dans Kozakura, partie du monde Abeir-Toril inspirée du Japon médiéval (Oriental Adventures).
- Dans Trials of Mana, les Koropokkurus habitent dans un village sous des fleurs et troncs d'arbre ; ils portent le nom de Koropokkurus, leur chef s'appelant Dompéri.